# Bjarne Kolbeinsson
Bjarne Kolbeinsson (født omkring 1150, død 15. september 1223 i Norge) var en norsk-orkneysk skjald og gejstlig. Han var biskop på Orkneyøerne fra 1188 til han døde, men blev i Norge måske mest kendt som skjalden, som digtede Jómsvíkingadrápa.

## Familie
Hans fader var den norsk-orkneyske høvding Kolbein Ruga (Kolbein Hrúga), han ejede jordegods i Sunnfjord i Norge og det menes, at faderens slægt kom fra dette område. Hans moder var Herbjørg, som stammede fra orkneyjarlen Pål Torfinnsson. I Orknøysoga er Bjarne Kolbeinsson omtalt som skjald og biskop, og det er sagt, at han havde søskende ved navn Kolbjørn, Sumarlide, Aslak og Frida.
Orknøysoga fortæller, at hans far boede på øen Vigr (Wyre) på Orkneyøerne. På øen findes i dag resterne af en borg, som bliver kaldt "Cubbie Roo's Castle" og det menes, at navnet henviser til Kolbein Ruga. I Orknøysoga er det også nævnt om ham, at han lod bygge en borg af sten, og der er meget, som taler for, at barndomshjemmet for Bjarne Kolbeinsson var her. Ellers er der kun ganske lidt viden om hans liv, før han blev biskop.

## Biskop og politiker
Bjarne Kolbeinsson blev valgt til biskop på Orkneyøerne i 1188. I Orknøysoga er det nævnt, at han tog initiativ til at erklære orkney-jarlen Ragnvald Kale Kollson for helgen. Det var denne Ragnvald jarl, som i 1137 var begyndt at bygge St. Magnuskatedralen i Kirkwall (norrønt, antagelig: Kirkjuvagr) men der indtraf en stilstand i arbejdet efter, at han døde. Da Bjarne Kolbeinsson blev biskop, fortsatte han opførelsen og i hans tid blev en stor del af katedralen fuldført. St. Magnuskatedralen var sæde for bispedømmet på Orkneyøerne (Diocese of Orkney), som tillige omfattede Shetland.
Biskop Bjarne hørte til en af stormandsslægterne på Orkneyøerne, og han var aktiv i politisk virksomhed. Han var flere gange i Norge i vigtige politiske forhandlinger, og om dette er han nævnt både i Sverresoga, i sagaen om Håkon Håkonsson og i Bǫglunga sǫgur (baglarsogene). Blandt andet fulgde han i 1194 orkneyjarlen Harald Maddadsson til Norge for at opnå forlig med kong Sverre Sigurdsson. Han deltog i to rigsmøder i Bergen, sidste gang i juli 1223. I september det år døde han, antagelig mens han endnu var i Norge.

## Skjald
Han var interesseret i historie og var knyttet til lærde kredse på Island. Antagelig havde han en hånd med i forfattelsen af Orknøysoga (oprindeligt navn: Jarlasogur) hvor han i kap. 84 er omtales som "Bjarne skjald". Han er regnet som den største skjald på Orkneyøerne og for eftertiden blev han måske mest kendt som skjalden, som digtede Jómsvíkingadrápa om det store slaget ved Hjørungavåg. Snorre har ikke citeret fra digtet i Heimskringla, men det menes, at senere sagaforfattere udnyttede den som kilde til fortællingerne om "Jomsvikingslaget". Digtet er bevaret i et håndskrift af Snorre-Edda, GkS 2367 4to, kaldet Codex Regius som nu opbevares på Island. I det samme håndskrift findes tillige digtet "Málsháttakvædi". Digtet står der sammen med, og har en vis lighed med "Jomsvikingdråpa", og der er meget, som taler for, at det er forfattet af Bjarne Kolbeinsson, men dette er omdiskuteret.
Nafnaþulur er en navnesamling, som ofte er taget med som en del af Skaldskaparmål. Bjarne Kolbeinsson kan have været forfatteren af samlingen, men dette er uvist.

## Eftermæle
I 1900-talsværket Kirkwall in the Orkneys side 59, er biskop Bjarne karakteriseret som "en velopdragen, høflig og kultiveret gentleman, elsket af jarlen, respekteret af kongen og han havde pavens tillid. Han var velstående, og havde ejendomme både på Orkneyøerne og i Norge. Og han brugte sin rigdom til at færdiggøre katedralen."

## Bemærkninger
1. ↑  Kolbein Ruga er omtalt i kongesagaerne, hvor han fulgte med Øystein Haraldsson, da denne kom til Norge og blev valgt til konge i 1142.
2. ↑  Magnuskatedralen blev endelig fuldført omkring år 1450.